# Boyndaminup-Nationalpark
Der Boyndaminup-Nationalpark (englisch: Boyndaminup National Park) befindet sich etwa 50 Kilometer südöstlich von Manjimup in Western Australia. Östlich des bewaldeten Parks befindet sich der Lake-Muir-Nationalpark mit dem Lake Muir, einem Frischwassersee, der von einem großen Feuchtgebiet umgeben wird. Weiter südwestlich liegt der Shannon-Nationalpark.
Das Gebiet wurde 2004 zum Nationalpark erklärt. Der Boyndaminup-Park wurde im Rahmen des Forest Management Plan (2004–2013) geschaffen. Das Waldgebiet umfasst 54,39 km² eines ursprünglichen Staatsforsts. Durch den Park führte eine namenlose Straße.